# Carelis ochrivirga
Carelis ochrivirga là một loài bướm đêm trong họ Noctuidae.